# Sarry (Marne)
Sarry és un municipi francès, situat al departament del Marne i a la regió del Gran Est. L'any 2007 tenia 2.069 habitants.

## Demografia

### Població
El 2007 la població de fet de Sarry era de 2.069 persones. Hi havia 765 famílies, de les quals 104 eren unipersonals (44 homes vivint sols i 60 dones vivint soles), 313 parelles sense fills, 304 parelles amb fills i 44 famílies monoparentals amb fills.
La població ha evolucionat segons el següent gràfic:
Habitants censats

### Habitatges
El 2007 hi havia 794 habitatges, 776 eren l'habitatge principal de la família, 5 eren segones residències i 14 estaven desocupats. 779 eren cases i 15 eren apartaments. Dels 776 habitatges principals, 690 estaven ocupats pels seus propietaris, 77 estaven llogats i ocupats pels llogaters i 9 estaven cedits a títol gratuït; 1 tenia una cambra, 5 en tenien dues, 26 en tenien tres, 149 en tenien quatre i 595 en tenien cinc o més. 679 habitatges disposaven pel capbaix d'una plaça de pàrquing. A 280 habitatges hi havia un automòbil i a 470 n'hi havia dos o més.

### Piràmide de població
La piràmide de població per edats i sexe el 2009 era:
| Homes | Edats   | Dones |
| ----- | ------- | ----- |
| 0     | 95 o +  | 0     |
| 0     | 90 a 94 | 4     |
| 0     | 85 a 89 | 0     |
| 4     | 80 a 84 | 8     |
| 8     | 75 a 79 | 12    |
| 24    | 70 a 74 | 36    |
| 48    | 65 a 69 | 24    |
| 36    | 60 a 64 | 48    |
| 56    | 55 a 59 | 56    |
| 108   | 50 a 54 | 84    |
| 76    | 45 a 49 | 96    |
| 124   | 40 a 44 | 112   |
| 76    | 35 a 39 | 128   |
| 56    | 30 a 34 | 52    |
| 44    | 25 a 29 | 16    |
| 52    | 20 a 24 | 24    |
| 152   | 15 a 19 | 108   |
| 92    | 10 a 14 | 96    |
| 60    | 5 a 9   | 80    |
| 56    | 0 a 4   | 76    |

## Economia
El 2007 la població en edat de treballar era de 1.424 persones, 1.023 eren actives i 401 eren inactives. De les 1.023 persones actives 982 estaven ocupades (513 homes i 469 dones) i 40 estaven aturades (15 homes i 25 dones). De les 401 persones inactives 182 estaven jubilades, 154 estaven estudiant i 65 estaven classificades com a «altres inactius».

### Ingressos
El 2009 a Sarry hi havia 774 unitats fiscals que integraven 2.164 persones, la mediana anual d'ingressos fiscals per persona era de 23.248 €.

### Activitats econòmiques
Dels 49 establiments que hi havia el 2007, 1 era d'una empresa alimentària, 2 d'empreses de fabricació d'altres productes industrials, 9 d'empreses de construcció, 6 d'empreses de comerç i reparació d'automòbils, 3 d'empreses d'hostatgeria i restauració, 6 d'empreses financeres, 2 d'empreses immobiliàries, 2 d'empreses de serveis, 13 d'entitats de l'administració pública i 5 d'empreses classificades com a «altres activitats de serveis».
Dels 15 establiments de servei als particulars que hi havia el 2009, 1 era una oficina bancària, 1 autoescola, 2 paletes, 3 guixaires pintors, 1 fusteria, 3 electricistes, 2 perruqueries, 1 restaurant i 1 saló de bellesa.
Dels 4 establiments comercials que hi havia el 2009, 1 era una botiga de més de 120 m², 1 una botiga de menys de 120 m², 1 una fleca i 1 una joieria.
L'any 2000 a Sarry hi havia 20 explotacions agrícoles que ocupaven un total de 1.350 hectàrees.

## Equipaments sanitaris i escolars
El 2009 hi havia 1 farmàcia i 1 ambulància.
El 2009 hi havia 1 escola maternal i 1 escola elemental.

## Poblacions més properes
El següent diagrama mostra les poblacions més properes.